# Пеннингтон, Хэвок
Роберт Сэнфорд Хэвок Пеннингтон (род. 1976) — американский программист.
Известен в сообществе свободного программного обеспечения своей работой над HAL, GNOME, Metacity, GConf и D-Bus.

## Карьера
В 1998 году окончил Чикагский университет.
Был одним из главных разработчиков Debian GNU/Linux, а также основал проект freedesktop.org в 2000 году.
9 лет (по 2008 год) работал менеджером и инженером в Red Hat.